# Lawrence Shields
Lawrence Shields, född 5 mars 1895 i West Chester i Pennsylvania, död 19 februari 1976 i Rochester i Minnesota, var en amerikansk friidrottare.
Shields blev olympisk bronsmedaljör på 1 500 meter vid sommarspelen 1920 i Antwerpen.